# 嶋村太一
嶋村 太一（しまむら たいち、1973年2月16日 - ）は、日本の俳優。岡山県出身。イマジネイション所属。

## 経歴
1999年コントユニット『親族代表』を結成。リーダーを務める。バランスの良い身体とちょっぴり甘いマスクを活かした、「エセかっこいい」役が好評を得ている。舞台ではパワフルで切れのある動きと表情、確かな間合いが光る。『笑い』に関する情熱は人一倍で日々研究をし続ける努力家である。

## 出演

### 映画
- マイ・バック・ページ（2011年）
- はやぶさ/HAYABUSA（2011年）
- CUT（2011年）
- S-最後の警官-奪還 RECOVERY OF OUR FUTURE（2015年） - 声の出演
- MARS～ただ、君を愛してる～（2016年）
- 四月は君の嘘（2016年） - かをりの父 役
- 映画刀剣乱舞-継承-（2019年） - 明智光秀 役
- 最高の人生の見つけ方（2019年）
- 水上のフライト（2020年）
- ずっと独身でいるつもり？（2021年）
- サイキッカーZ（2022年）
- 映画刀剣乱舞-黎明-（2023年）- 宮本幹夫 役
- タイムマシンガール（2025年） - 伊藤真人 役[2]

### 短編映画
- 飛んで火にいる (2016年、篠原トオル監督)
- サイキッカーZ 新たなる脅威 (2019年、木場明義監督)

### テレビ番組
- 戦国鍋TV 〜なんとなく歴史が学べる映像〜
  - 「戦国ヤンキー川中島学園」- 足利義輝 役
  - 「戦国サポートセンター3」- 龍造寺隆信（声）、毛利元就（声） 役
- 「チャンス」（2010年、NHK）2話
- 「100分de名著『老子』」（2013年、NHK）
- 「夢を与える」（2015年、WOWOW） 3・4話
- 「ちゃんぽん食べたか」（2015年、NHK） 3話
- 「重版出来!」（2016年、TBS系列） 5話
- 「こえ恋」（2016年、テレビ東京系列） 1・6話
- 「IQ246～華麗なる事件簿～」（TBS系列） 2話 - 黒木勇虫 役
- 「GAKUYA～開場は開演の30分前です～」（フジテレビTWO） 3話 - 貝原啓太 役
- 「きみはペット」（2017年、フジテレビ系列） 12・13・15話
- 「小林賢太郎テレビ9」（2017年、BSプレミアム）
- 「日本ボロ宿紀行」（2019年、テレビ東京系列） 3話 - 湯の花旅館宿主 役
- 「いだてん～東京オリムピック噺～」（2019年、NHK）13・14話
- 「神の手」（2019年、WOWOW）1話 - 山下亮介 役
- 「ギルティ～この恋は罪ですか？～」（2020年、読売テレビ・日本テレビ）6話 - 秋山の父 役
- 「大豆田とわ子と三人の元夫」（2021年、フジテレビ） 2話
- 「ラストマン-全盲の捜査官-」（2023年、TBS）9話
- 「CODE-願いの代償-」（2023年、読売テレビ・日本テレビ）6話 - 医師 役
- 「夫婦の秘密」（2024年、BS-TBS）
- 「PORTAL-X ～ドアの向こうの観察記録～」（2024年、WOWOW）
- おいハンサム!!2 第1話（2024年4月6日、東海テレビ・フジテレビ） - 金井 役[3]
- FOGDOG 第1話（2025年7月22日、読売テレビ） - 北川医師 役

### その他
- 「さいはてれび」(FODオリジナル) 1話
- 「婚外恋愛に似たもの」(dTVオリジナル) 3話
- 「チェイス」(PrimeVideoオリジナル) 3話 - 佐藤久志 役
- 能條愛未 個人PV「アンゴルモアの大王の娘」(2015年、荒船泰廣監督)
- 「覆面D」(ABEMAオリジナル)
- 「幽☆遊☆白書」(Netflixオリジナル)

### 舞台
- 親族代表「3」(2006年)
- 親族代表「(りっしんべん)」(2006年)
- 親族代表「発電所」(2008年) 声の出演[4]
- 親族代表祭「脱線01」(2008年)
- 親族代表「渋々」(2009年)
- 小林賢太郎演劇作品「ロールシャッハ」(2010年,2012年) 声の出演
- ブルドッキングヘッドロック「少し静かに」(2013年)
- 親族代表「第三次性徴期」（2013年）
- 浮世企画「ぺんぺん草」(2014年)
- 親族代表「親族旅行記」(2015年)
- イチディム特別企画「ふたりで即興芝居」(2015年)
- ブルドッキングヘッドロック「1995」(2015年)
- 「裁判長!ここは懲役4年でどうすか」(2016年)
- イマジネイション10周年記念公演【イマジン】「アドリブ・ナイト」(2016年)
- 「舞台版 ドラえもん のび太とアニマル惑星」(2017年) - チッポのパパ 役
- 「俺節」(2017年)
- 「東京キャラバン in 岡山」(2019年)
- Team Unsui 第4回公演「パレード」(2020年）
- 「岬のマヨイガ」(2021年)
- 朗読劇「おとなの国語」(2023年)[5]

### CM
- Visa「新 Happy Traveler」篇
- カーセンサー「大きな安心」篇 (2012年)
- JR東海「そうだ 京都、行こう。【夏】石清水八幡宮」篇
- 日本香堂 毎日香 お盆「家族のルーツ」篇
- キリンビール 「一番搾り ツートン<生>」篇
- PlayStation 3「グランツーリスモ6」
- 大阪ガス「ガスファンヒーター みんなの笑顔」篇
- 激落ちくん「日本全国激落ち祭り」
- USJ「ユニバーサルワンダーランドのクリスマス」(2013年)
- ミサワホーム「GENIUS GATE」
- ケンタッキー「クリスマス 販売中」(2014年)
- KeePerコーティング
- ACジャパン「約束の場所」
- ゲーム・オブ・ウォー-FireAge「WARANTHEM」
- ロッテガム ”ウェル噛む！プロジェクト” 「#レコーディング」篇、「#堤ガムロック」篇
- 山田養蜂場「親切なローヤルゼリー」篇
- トヨタホーム「ずっと、ここが、我が家。「妻」」篇 (2015年)
- 味の素 パルスイート カロリーゼロ「パルゼロに出会う妻」篇
- フロム・エー ナビ「Aからはじまる・居酒屋」篇
- 東進「全国統一中学生テスト」 (2016年)
- 長府製作所「エコフィールで笑顔」篇 (2017年)
- 中部電力 「カテエネガスセット／座談会」篇 (2018年)

### MV
- 舞祭組「棚からぼたもち」
- OKAMOTO'S「HEADHUNT」
- DISH//「SAUNA SONG」
- けいちゃん「かげおくり」

### WEBムービー
- 広島県観光PR「おしい！広島県」
- ファイザー製薬「男に引退はない」
- gloops「ONE TEAM ゆずれないものたち」
- トンボ鉛筆「PiT 想いを、かたちに」
- DocYou「新戦力DocYou登場」